# 1667
Il 1667 (MDCLXVII in numeri romani) è un anno  del XVII secolo.

## Eventi
- Robert Hooke costruisce il primo anemometro.
- 6 aprile – Terremoto a Ragusa (Croazia).
- 24 maggio – La Francia invade i Paesi Bassi spagnoli. È l'inizio della Guerra di devoluzione, per la rivendicazione dei diritti ereditari della moglie Maria Teresa di Spagna da parte di Luigi XIV.
- 15 giugno – La prima trasfusione di sangue su un umano viene eseguita dal Dottor Jean-Baptiste Denys. Egli trasfuse con successo del sangue di pecora in un ragazzo di 15 anni.
- 31 luglio – Trattato di Breda: Inglesi e Olandesi raggiungono un accordo che vede questi ultimi ottenere diverse concessioni in ambito marittimo. Termina la Seconda guerra anglo-olandese.

## Nati

### Gennaio
- 5 gennaio - Antonio Lotti, compositore italiano († 1740)
- 6 gennaio - María Justa de Jesús, religiosa e mistica spagnola († 1723)
- 12 gennaio - Jonathan Richardson, pittore e collezionista d'arte inglese († 1745)
- 13 gennaio - Jean Dumont, scrittore e storiografo francese († 1727)
- 15 gennaio - Ottavio II Gonzaga, letterato italiano († 1709)
- 15 gennaio - Cesare Michelangelo d'Avalos, militare e politico italiano († 1729)
- 26 gennaio - Elizabeth Percy, baronessa Percy, nobile inglese († 1722)
- 30 gennaio - Costantino Grimaldi, filosofo, giurista e politico italiano († 1750)

### Febbraio
- 4 febbraio - Alessandro Magnasco, pittore italiano († 1749)
- 5 febbraio - Gottfried Reiche, trombettista e compositore tedesco († 1734)
- 9 febbraio - Salvino Salvini, poeta e umanista italiano († 1751)
- 20 febbraio - Leopold Matthias von Lamberg, principe e politico austriaco († 1711)
- 24 febbraio - Paolo Mattia Doria, filosofo e matematico italiano († 1746)
- 27 febbraio - Ludwika Karolina Radziwiłł, principessa polacca († 1695)

### Marzo
- 3 marzo - Jacob Heinrich von Flemming, politico e generale tedesco († 1728)
- 13 marzo - Carlo Maria Marini, cardinale italiano († 1747)
- 21 marzo - Michel Bégon, funzionario francese († 1747)

### Aprile
- 3 aprile - Guglielmo Giacinto di Nassau-Siegen, principe tedesco († 1743)
- 13 aprile - Giovanni Vignoli, archeologo e numismatico italiano († 1733)
- 29 aprile - John Arbuthnot, statistico, medico e scrittore scozzese († 1735)
- 29 aprile - Francesco Saverio Fontana, vescovo cattolico italiano († 1736)

### Maggio
- 1º maggio - Alessandro Aldobrandini, cardinale e arcivescovo cattolico italiano († 1734)
- 15 maggio - Inhyeon di Joseon, regina coreana († 1701)
- 16 maggio - Germain Boffrand, architetto francese († 1754)
- 19 maggio - Antonio Banchieri, cardinale italiano († 1733)
- 26 maggio - Abraham de Moivre, matematico francese († 1754)
- 27 maggio - Bernardino Fera, pittore italiano († 1714)

### Giugno
- 6 giugno - Giorgio Spinola, cardinale e arcivescovo cattolico italiano († 1739)
- 17 giugno - Robert Tournières, pittore francese († 1752)
- 25 giugno - Johann Franz Budde, teologo tedesco († 1729)
- 27 giugno - Ignace Jacques Parrocel, pittore e incisore francese († 1722)
- 28 giugno - Ivan Jur'evič Trubeckoj, ufficiale e nobile russo († 1750)

### Luglio
- 2 luglio - Pietro Ottoboni, cardinale italiano († 1740)
- 13 luglio - Louis-Charles de Machault d'Arnouville, politico e nobile francese († 1750)
- 16 luglio - Giuseppe Maria Jacchini, violoncellista e compositore italiano († 1727)
- 21 luglio - Cristoforo Munari, pittore italiano († 1720)
- 27 luglio - Johann Bernoulli, matematico svizzero († 1748)

### Agosto
- 11 agosto - Anna Maria Luisa de' Medici, nobile italiana († 1743)
- 22 agosto - Vincenzo Maria Mazzoleni, arcivescovo cattolico italiano († 1741)
- 22 agosto - Giovanni Battista Sidotti, missionario italiano († 1714)
- 28 agosto - Luisa di Meclemburgo-Güstrow, sovrana danese († 1721)

### Settembre
- 1º settembre - Tommaso Ottaviano II Ghilini, nobile e politico italiano († 1748)
- 2 settembre - Federico Adolfo di Lippe-Detmold, conte († 1718)
- 5 settembre - Giovanni Girolamo Saccheri, gesuita e matematico italiano († 1733)
- 9 settembre - Felice Torelli, pittore italiano († 1748)
- 24 settembre - Jean-Louis Lully, compositore francese († 1688)
- 28 settembre - Asano Naganori, militare giapponese († 1701)
- 30 settembre - Girolamo Crispi, arcivescovo cattolico italiano († 1746)

### Ottobre
- 2 ottobre - Luigi di Borbone, conte di Vermandois, militare francese († 1683)
- 24 ottobre - Sofia Cristiana di Wolfstein, nobile tedesca († 1737)
- 25 ottobre - Luigi Federico I di Schwarzburg-Rudolstadt, principe († 1718)
- 28 ottobre - Sibilla Maria di Sassonia-Merseburg, principessa tedesca († 1693)
- 28 ottobre - Maria Anna del Palatinato-Neuburg († 1740)

### Novembre
- 1º novembre - Carlo Gaetano Stampa, cardinale e arcivescovo cattolico italiano († 1742)
- 2 novembre - Giacomo Luigi Sobieski, nobile polacco († 1737)
- 5 novembre - Christoph Ludwig Agricola, pittore e incisore tedesco († 1719)
- 23 novembre - Isaac de Moucheron, pittore, incisore e architetto olandese († 1744)
- 30 novembre - Jonathan Swift, scrittore e poeta irlandese († 1745)

### Dicembre
- 1º dicembre - José de Santiago Concha, generale e politico spagnolo
- 9 dicembre - William Whiston, filosofo, teologo e matematico inglese († 1752)
- 14 dicembre - Tommaso Bernardo Gaffi, compositore italiano († 1744)
- 15 dicembre - Floriano Arresti, compositore, clavicembalista e organista italiano († 1717)
- 15 dicembre - Ernesto Luigi d'Assia-Darmstadt, nobile († 1739)
- 25 dicembre - Melusine von der Schulenburg, nobile tedesca († 1743)

### Senza giorno specificato
- Pietro Avogadro, pittore italiano († 1737)
- Johann Beringer, medico tedesco († 1738)
- Nicolas Bertin, pittore, disegnatore e decoratore francese († 1736)
- Yosep II Bet Ma'aruf, patriarca cattolico ottomano († 1713)
- Francis Bird, scultore inglese († 1731)
- Giulio Visconti Borromeo Arese, nobile, politico e militare italiano († 1750)
- Susanna Centlivre, drammaturga e attrice teatrale britannica († 1723)
- Giovanni Cinqui, pittore italiano († 1743)
- Nicola Cosimi, compositore e violinista italiano († 1717)
- William Coventry, V conte di Coventry, politico inglese († 1751)
- Vasilij Vladimirovič Dolgorukov, generale russo († 1746)
- Antonio Felice Ferrari, pittore italiano († 1720)
- Jacques Gabriel, architetto francese († 1742)
- Giacomo Maria Giovannini, pittore e incisore italiano († 1717)
- Pantaleon Hebenstreit, musicista e compositore tedesco († 1750)
- Henrietta FitzJames, nobile britannica († 1730)
- Pasquale Lazzarini, scultore italiano († 1731)
- Jacob Christoph Le Blon, pittore e incisore tedesco († 1741)
- Bonaventura Licheri, poeta italiano († 1733)
- Antonio José de Mendoza Caamaño y Sotomayor,  spagnolo († 1746)
- Michel Pignolet de Montéclair, violinista e compositore francese († 1737)
- Johann Christoph Pepusch, compositore tedesco († 1752)
- Matteo Sassano, cantante castrato italiano († 1737)
- Silahdar Damat Ali Pascià, militare ottomano († 1716)
- John Spotiswood, giurista britannico († 1728)
- Giovanni Tuccari, pittore italiano († 1743)
- Ye Tianshi, medico cinese († 1746)
- Nicola Zabaglia, inventore e ingegnere italiano († 1750)
- Giambattista Felice Zappi, poeta italiano († 1719)

## Morti

### Gennaio
- 3 gennaio - Pedro Bohórquez, esploratore spagnolo (n. 1602)
- 8 gennaio - John Carnegie, I conte di Northesk, nobile scozzese
- 12 gennaio - Bernardo da Corleone, francescano italiano (n. 1605)
- 17 gennaio - Joseph Fürttenbach, matematico e ingegnere tedesco (n. 1591)
- 27 gennaio - Gregorio di San Vincenzo, gesuita e matematico fiammingo (n. 1584)

### Febbraio
- 1º febbraio - Bonifacio Agliardi, vescovo cattolico italiano (n. 1612)
- 10 febbraio - Juan Bautista Martínez del Mazo, pittore spagnolo
- 16 febbraio - Vincenzo Maculani, cardinale e arcivescovo cattolico italiano (n. 1578)
- 24 febbraio - Benedetto Di Virgilio, poeta italiano (n. 1600)
- 27 febbraio - Remigius Fesch, giurista e storico dell'arte svizzero (n. 1595)
- 27 febbraio - Stanisław "Rewera" Potocki, nobile e condottiero polacco (n. 1589)

### Marzo
- 2 marzo - Pompeo Angelotti, storico e vescovo cattolico italiano (n. 1611)
- 12 marzo - Luis Enríquez de Guzmán, conte spagnolo
- 17 marzo - Philippe Labbe, gesuita, storico e grecista francese (n. 1607)

### Aprile
- 1º aprile - Tommaso Carlone, scultore e stuccatore svizzero
- 8 aprile - John Booker, astrologo inglese (n. 1601)
- 9 aprile - Katherine Wotton, nobildonna inglese (n. 1609)
- 10 aprile - Jan Marek Marci, medico ceco (n. 1595)
- 13 aprile - Carlo Martino Carlone, architetto italiano (n. 1616)
- 25 aprile - Pedro de San José de Bethencourt, religioso e santo spagnolo (n. 1626)

### Maggio
- 7 maggio - Johann Jakob Froberger, compositore, clavicembalista e organista tedesco (n. 1616)
- 8 maggio - Andrea Giustiniani, I principe di Bassano, nobile italiano (n. 1605)
- 10 maggio - Maria Luisa di Gonzaga-Nevers (n. 1611)
- 14 maggio - Georges de Scudéry, romanziere e drammaturgo francese (n. 1601)
- 16 maggio - Samuel Bochart, biblista, antiquario e umanista francese (n. 1599)
- 22 maggio - Papa Alessandro VII, papa, vescovo cattolico e cardinale italiano (n. 1599)
- 25 maggio - Gustaf Bonde, politico svedese (n. 1620)

### Giugno
- 4 giugno - Francesco Maria Sforza Pallavicino, cardinale e storico italiano (n. 1607)
- 5 giugno - Volumnio Bandinelli, cardinale e patriarca cattolico italiano (n. 1598)
- 7 giugno - Rodrigo de Arriaga, filosofo, gesuita e teologo spagnolo (n. 1592)
- 18 giugno - Luisa Enrichetta d'Orange, nobile olandese (n. 1627)
- 19 giugno - Antonio Gundicaro di Oldenburg, nobile tedesco (n. 1583)

### Luglio
- 4 luglio - Giovanni VI di Anhalt-Zerbst, principe tedesco (n. 1621)
- 4 luglio - Christiaen van Couwenbergh, pittore olandese (n. 1604)
- 7 luglio - Nicolas Sanson, cartografo francese (n. 1600)
- 11 luglio - Stefano Durazzo, cardinale e arcivescovo cattolico italiano (n. 1594)
- 12 luglio - Paolo Piromalli, arcivescovo cattolico, missionario e scrittore italiano (n. 1592)
- 12 luglio - Jan Vos, drammaturgo e vetraio olandese (n. 1610)
- 19 luglio - Filippo San Martino di Agliè, politico, letterato e musicista italiano (n. 1604)
- 28 luglio - Abraham Cowley, poeta e saggista inglese (n. 1618)
- 31 luglio - Odoardo Vecchiarelli, cardinale e vescovo cattolico italiano (n. 1613)

### Agosto
- 1º agosto - Paulus Voet, filosofo e giurista olandese (n. 1619)
- 2 agosto - Francesco Borromini, architetto italiano (n. 1599)
- 12 agosto - Cornelis van Poelenburch, pittore olandese
- 13 agosto - Margherita Elisabetta di Leiningen-Westerburg, nobile tedesca (n. 1604)
- 13 agosto - Jeremy Taylor, religioso inglese (n. 1613)
- 15 agosto - Albertino Barisoni, vescovo cattolico e letterato italiano (n. 1587)
- 26 agosto - Giovanni Battista Zupi, gesuita, astronomo e matematico italiano (n. 1589)
- 31 agosto - Johann Rist, poeta e drammaturgo tedesco (n. 1607)

### Settembre
- 3 settembre - Alonso Cano, scultore, architetto e pittore spagnolo (n. 1601)
- 4 settembre - Melchiorre Cafà, scultore maltese (n. 1636)
- 4 settembre - Frans Francken III, pittore fiammingo (n. 1607)
- 18 settembre - Tommaso Garvo Allio, scultore italiano
- 23 settembre - Scipione Li Volsi, scultore italiano (n. 1588)
- 27 settembre - Pietro Furga, giurista italiano (n. 1623)
- 28 settembre - Jacob Golius, orientalista e matematico olandese (n. 1596)

### Ottobre
- 9 ottobre - Mario Balassi, pittore italiano (n. 1604)
- 11 ottobre - Mattias de' Medici, nobile e militare italiano (n. 1613)
- 18 ottobre - Fāsiladas, imperatore etiope (n. 1603)
- 22 ottobre - Alberto II di Brandeburgo-Ansbach, nobile (n. 1620)
- 24 ottobre - Gabriel Metsu, pittore olandese (n. 1629)
- 24 ottobre - Godefroy Wendelin, astronomo belga (n. 1580)
- 25 ottobre - Ernesto Adalberto d'Harrach, cardinale austriaco (n. 1598)

### Novembre
- 5 novembre - Franz Tunder, compositore e organista tedesco (n. 1614)
- 22 novembre - Pietro Martínez y Rubio, arcivescovo cattolico spagnolo (n. 1614)
- 27 novembre - Gaspard van den Bosch, arcivescovo cattolico belga (n. 1577)
- 28 novembre - Jean de Thévenot, viaggiatore, naturalista e botanico francese (n. 1633)

### Dicembre
- 3 dicembre - Ogasawara Tadazane, militare giapponese (n. 1596)
- 4 dicembre - Michel Lasne, incisore e disegnatore francese (n. 1590)
- 20 dicembre - Chevalier Paul, navigatore e militare francese (n. 1598)
- 31 dicembre - Jerzy Sebastian Lubomirski, principe e generale polacco (n. 1616)

### Senza giorno specificato
- Fra Giacomo da San Vito, pittore italiano
- Montfleury, attore teatrale e drammaturgo francese
- Antonio Abati, letterato italiano
- Pedro d'Alva y Astorga, teologo spagnolo (n. 1602)
- Orfeo Boselli, scultore italiano (n. 1597)
- Antonio Dentis, politico italiano
- Charles Hoole, pedagogista britannico (n. 1610)
- Johann Heinrich Hottinger, teologo svizzero (n. 1620)
- Thomas de Keyser, pittore e architetto olandese (n. 1596)
- Antonio Lupián Zapata, falsario spagnolo
- Francesco Mannelli, compositore italiano (n. 1595)
- Sebastián Martínez, pittore spagnolo (n. 1599)
- Peter Mundy, viaggiatore inglese
- Luigi Primo, pittore fiammingo (n. 1606)
- Giovanni Bernardino Rodriguez, pittore italiano
- Nicolas Régnier, pittore fiammingo (n. 1591)
- Alphonse Antonio de Sarasa, matematico belga (n. 1618)
- Johann Schop, compositore e violinista tedesco (n. 1590)
- Edward Somerset, II marchese di Worcester, nobile e inventore inglese (n. 1601)
- Jan Philips van Thielen, pittore fiammingo (n. 1618)
- Adriaan Vlacq, matematico, astronomo e editore olandese
- Ferenc Wesselényi, militare ungherese (n. 1605)
- Peter de Witte III, pittore fiammingo (n. 1617)
- Juan de Zabaleta, scrittore spagnolo
- Cornelis de Wael, pittore fiammingo (n. 1592)
- Joris van Son, pittore fiammingo (n. 1623)

## Calendario
| Calendario 1667 | Calendario 1667 | Calendario 1667 | Calendario 1667 | Calendario 1667 | Calendario 1667 | Calendario 1667 | Calendario 1667 | Calendario 1667 | Calendario 1667 | Calendario 1667 | Calendario 1667 | Calendario 1667 | Calendario 1667 | Calendario 1667 | Calendario 1667 | Calendario 1667 | Calendario 1667 | Calendario 1667 | Calendario 1667 | Calendario 1667 | Calendario 1667 | Calendario 1667 | Calendario 1667 | Calendario 1667 | Calendario 1667 | Calendario 1667 | Calendario 1667 | Calendario 1667 | Calendario 1667 | Calendario 1667 | Calendario 1667 | Calendario 1667 |
| --------------- | --------------- | --------------- | --------------- | --------------- | --------------- | --------------- | --------------- | --------------- | --------------- | --------------- | --------------- | --------------- | --------------- | --------------- | --------------- | --------------- | --------------- | --------------- | --------------- | --------------- | --------------- | --------------- | --------------- | --------------- | --------------- | --------------- | --------------- | --------------- | --------------- | --------------- | --------------- | --------------- |
|                 | 1               | 2               | 3               | 4               | 5               | 6               | 7               | 8               | 9               | 10              | 11              | 12              | 13              | 14              | 15              | 16              | 17              | 18              | 19              | 20              | 21              | 22              | 23              | 24              | 25              | 26              | 27              | 28              | 29              | 30              | 31              |                 |
| Gennaio         | Sa              | Do              | Lu              | Ma              | Me              | Gi              | Ve              | Sa              | Do              | Lu              | Ma              | Me              | Gi              | Ve              | Sa              | Do              | Lu              | Ma              | Me              | Gi              | Ve              | Sa              | Do              | Lu              | Ma              | Me              | Gi              | Ve              | Sa              | Do              | Lu              |                 |
| Febbraio        | Ma              | Me              | Gi              | Ve              | Sa              | Do              | Lu              | Ma              | Me              | Gi              | Ve              | Sa              | Do              | Lu              | Ma              | Me              | Gi              | Ve              | Sa              | Do              | Lu              | Ma              | Me              | Gi              | Ve              | Sa              | Do              | Lu              |                 |                 |                 |                 |
| Marzo           | Ma              | Me              | Gi              | Ve              | Sa              | Do              | Lu              | Ma              | Me              | Gi              | Ve              | Sa              | Do              | Lu              | Ma              | Me              | Gi              | Ve              | Sa              | Do              | Lu              | Ma              | Me              | Gi              | Ve              | Sa              | Do              | Lu              | Ma              | Me              | Gi              |                 |
| Aprile          | Ve              | Sa              | Do              | Lu              | Ma              | Me              | Gi              | Ve              | Sa              | Do              | Lu              | Ma              | Me              | Gi              | Ve              | Sa              | Do              | Lu              | Ma              | Me              | Gi              | Ve              | Sa              | Do              | Lu              | Ma              | Me              | Gi              | Ve              | Sa              |                 |                 |
| Maggio          | Do              | Lu              | Ma              | Me              | Gi              | Ve              | Sa              | Do              | Lu              | Ma              | Me              | Gi              | Ve              | Sa              | Do              | Lu              | Ma              | Me              | Gi              | Ve              | Sa              | Do              | Lu              | Ma              | Me              | Gi              | Ve              | Sa              | Do              | Lu              | Ma              |                 |
| Giugno          | Me              | Gi              | Ve              | Sa              | Do              | Lu              | Ma              | Me              | Gi              | Ve              | Sa              | Do              | Lu              | Ma              | Me              | Gi              | Ve              | Sa              | Do              | Lu              | Ma              | Me              | Gi              | Ve              | Sa              | Do              | Lu              | Ma              | Me              | Gi              |                 |                 |
| Luglio          | Ve              | Sa              | Do              | Lu              | Ma              | Me              | Gi              | Ve              | Sa              | Do              | Lu              | Ma              | Me              | Gi              | Ve              | Sa              | Do              | Lu              | Ma              | Me              | Gi              | Ve              | Sa              | Do              | Lu              | Ma              | Me              | Gi              | Ve              | Sa              | Do              |                 |
| Agosto          | Lu              | Ma              | Me              | Gi              | Ve              | Sa              | Do              | Lu              | Ma              | Me              | Gi              | Ve              | Sa              | Do              | Lu              | Ma              | Me              | Gi              | Ve              | Sa              | Do              | Lu              | Ma              | Me              | Gi              | Ve              | Sa              | Do              | Lu              | Ma              | Me              |                 |
| Settembre       | Gi              | Ve              | Sa              | Do              | Lu              | Ma              | Me              | Gi              | Ve              | Sa              | Do              | Lu              | Ma              | Me              | Gi              | Ve              | Sa              | Do              | Lu              | Ma              | Me              | Gi              | Ve              | Sa              | Do              | Lu              | Ma              | Me              | Gi              | Ve              |                 |                 |
| Ottobre         | Sa              | Do              | Lu              | Ma              | Me              | Gi              | Ve              | Sa              | Do              | Lu              | Ma              | Me              | Gi              | Ve              | Sa              | Do              | Lu              | Ma              | Me              | Gi              | Ve              | Sa              | Do              | Lu              | Ma              | Me              | Gi              | Ve              | Sa              | Do              | Lu              |                 |
| Novembre        | Ma              | Me              | Gi              | Ve              | Sa              | Do              | Lu              | Ma              | Me              | Gi              | Ve              | Sa              | Do              | Lu              | Ma              | Me              | Gi              | Ve              | Sa              | Do              | Lu              | Ma              | Me              | Gi              | Ve              | Sa              | Do              | Lu              | Ma              | Me              |                 |                 |
| Dicembre        | Gi              | Ve              | Sa              | Do              | Lu              | Ma              | Me              | Gi              | Ve              | Sa              | Do              | Lu              | Ma              | Me              | Gi              | Ve              | Sa              | Do              | Lu              | Ma              | Me              | Gi              | Ve              | Sa              | Do              | Lu              | Ma              | Me              | Gi              | Ve              | Sa              |                 |